# التهاب القصيبات التنفسي الرئوي الخلالي
التهاب القصيبات التنفسي الرئوي الخلالي (بالإنجليزية: Respiratory bronchiolitis interstitial lung disease)‏ هو أحد أشكال التهاب الرئة الخلالي مجهول السبب ويرتبط بالتدخين.
الالتهاب يستخدم لوصف الحالة النسيجية وليس المرضية. لكن عندما يشترك الالتهاب بمرض فيدعى التهاب القصيبات التنفسي المرتبط بالتهاب رئوي خلالي أو "RB-ILD".
مظهر المرض مشابه لالتهاب الرئة الخلالي التوسفي، لذلك يعتقد أن لكلا الحالتين الطريقة ذاتها في الحدوث.